# Stausee Bouzey
Der Stausee Bouzey (Réservoir de Bouzey) liegt etwa zehn Kilometer westlich von Épinal, am Westrand der Vogesen im französischen Département Vosges. Der Stausee mit einer Fläche von etwa 140 Hektar dient der gleichbleibenden Wasserversorgung des Canal des Vosges (bis 2003: Canal de L’Est) und liegt auf dem Gebiet der Gemeinden Sanchey, Chaumousey, Girancourt und Renauvoid. Er bildet noch vor dem Lac de Gérardmer die größte Wasserfläche im Département Vosges.
Die Wasserzufuhr zum Reservoir erfolgt durch die natürlichen, aus Richtung Süden und Südwesten kommenden Zuflüsse (unter anderem der Avière mit 2,5 km Länge) und durch den 42 Kilometer langen Canal d’Alimentation du Réservoir de Bouzey. Er zweigt im Gemeindegebiet von Saint-Étienne-lès-Remiremont nahe Remiremont von der oberen Mosel ab und über- bzw. unterquert auf seinem Verlauf am linken Moselufer entlang 114 Hindernisse (Brücken und Tunnel, davon vier gusseiserne Siphons). Überschüssiges, nicht für die Scheitelhaltung benötigtes Wasser wird über den Fluss Avière abgeleitet, der nach 28 Kilometern Lauflänge nahe Nomexy in die Mosel mündet.

## Die Staumauer
Die Staumauer wurde von 1879 bis 1882 bei Épinal und Belfort in den Vogesen zur Versorgung des Canal de L’Est gebaut und 1880 in Betrieb genommen. Sie war auf Sandstein gegründet, aber nicht tief genug bis zum tragfähigen Fels.
Sie war eine Gewichtsstaumauer aus Mauerwerk. Man hatte damals noch nicht die erforderlichen Kenntnisse über die Statik von Staumauern. Die Mauer war nach heutigen Maßstäben falsch berechnet und deshalb viel zu schlank geraten.
Auf der Wasserseite legte man eine 2 m dicke Schicht zur Abdichtung der Mauer an. Diese dürfte aber kaum gewirkt haben, eindringendes Wasser erzeugte Auftriebskräfte unter der Mauer.

## Bauschäden
Schon 1884 gab es Schäden durch Sickerwasser. Wahrscheinlich drang dieses durch Risse ein, die durch Zugspannungen entstanden waren. Die Mauer rutschte dann am 15. März 1884 auf 135 m Länge auf einer horizontalen Lehmschicht um bis zu 280 mm talwärts. Es entstanden einige Sachschäden, aber es gab keine Todesopfer. Die Mauer war danach gekrümmt und hatte zahlreiche Risse bekommen. Diese versuchte man erfolglos abzudichten.
1888 wurde die Mauer im unteren Teil verstärkt, um weiteres Abgleiten zu verhindern. Sie blieb aber im oberen Teil ohne Verstärkung und sehr schlank. Sie war zudem an der Luftseite stark konkav ausgerundet.

## Die Katastrophe
Am 27. April 1895 (gelegentlich wird auch der 25. April 1895 genannt) wurde die Talsperre bei einem Hochwasser voll eingestaut. Durch die Belastung klappte die Mauer auf einer Länge von 171 m und auf einer Höhe von 12 m in einem Stück um. Die Zahl der Toten durch die Flutwelle wird unterschiedlich angegeben mit 86, 87, 90, 100, 150 oder sogar 200. Die Sachschäden waren erheblich, die Dörfer Sanchey, Uxegney und Domèvre-sur-Avière sowie Teile von Chaumousey am Oberlauf des Avière wurden am stärksten zerstört, auch Oncourt, Frizon und schließlich die Industriegemeinde Nomexy, wo die Flutwelle in das Moseltal eintrat, wurden in Mitleidenschaft gezogen.
In Frankreich gab es bis heute nur noch einen weiteren Fall einer Talsperren-Katastrophe, nämlich das Unglück der Barrage de Malpasset (bei Fréjus) am 2. Dezember 1959.

## Heutiger Zustand
Die Staumauer wurde wieder aufgebaut, der See dient nach wie vor der Versorgung des Canal des Vosges. Ein Erdbeben am 22. Februar 2003 hat die Staumauer wieder etwas in Mitleidenschaft gezogen, die Folgen werden untersucht. Heute hat der See über seine praktische Bedeutung hinaus auch einen hohen Freizeitwert. Es gibt ein Restaurant und einen Campingplatz am Ufer, eine Segelschule ist vorhanden und Bademöglichkeiten bestehen. Ein 15 km langer Radweg führt zum Hafen und in die Stadt Épinal, für deren Bewohner der See ein Naherholungsgebiet ist.